# Desa Belo (administrativ by i Indonesien, lat -8,54, long 118,69)
Desa Belo är en administrativ by i Indonesien.   Den ligger i provinsen Nusa Tenggara Barat, i den centrala delen av landet, 1 300 km öster om huvudstaden Jakarta.